# 三式艦上戦闘機
A1N 三式艦上戦闘機
- 用途：戦闘機
- 分類：艦上戦闘機
- 製造者：中島飛行機
- 運用者：日本海軍
- 生産開始：1930年
- 運用開始：1932年

三式艦上戦闘機（さんしきかんじょうせんとうき）は、日本海軍の艦上戦闘機。記号はA1N。製造は中島飛行機。

## 概要
1926年（大正15年）、日本海軍は中島・三菱・愛知の3社に対し、一〇式艦上戦闘機の後継機の試作を指示した。三菱機は「M式艦戦」、ハインケル社（独）の設計による愛知機は「H式艦戦」、グロスター ゲームコック戦闘機（英）を中島仕様に改造したガムベット（Gambet）戦闘機は「G式艦戦」と呼ばれた。この競争試作を勝ち抜いて昭和4年に制式採用されたのは中島G式艦戦であり、三式艦上戦闘機（一型、A1N1）として1930年（昭和5年）から1932年（昭和7年）にかけて量産された。機体整備が平易で稼働率も良好であった。
当初正式採用された三式艦上戦闘機はプロペラが木製だったが後に金属製となり、エンジンもやや強力なジュピター7（Bristol Jupiter7）に換装された機体が、三式二型（A1N2）艦上戦闘機として昭和5年に採用される。第一次上海事変に参戦し、1932年（昭和7年）2月22日生田乃木次大尉の機が米国人パイロットのロバート・ショートの操縦するボーイング218戦闘機を撃墜、日本航空隊初の撃墜戦果をあげた。
1932年（昭和7年）に後継機である九〇式艦上戦闘機が就役すると、順次第一線を退いていった。生産は中島と海軍工廠で行われ約100機であった。

## 諸元
(一型)
- 型式： 単発・複葉
- 乗員： パイロット 1 名
- 全長： 6.49 メートル (m)
- 全幅： 9.71 m
- 全高： 3.27 m
- 自重： 950 kg
- 全備重量： 1450 kg
- 動力： ブリストル ジュピター6 空冷星型9気筒エンジン
- 出力： 420 馬力
- 最大速度： 239 km/h
- 航続距離： 200 哩
- 武装： 7.7mm機銃×2、爆弾30kg×2